# Esenbeckia geminorum
Esenbeckia geminorum är en tvåvingeart som beskrevs av David Fairchild och Wilkerson 1981. Esenbeckia geminorum ingår i släktet Esenbeckia och familjen bromsar.
Artens utbredningsområde är Ecuador. Inga underarter finns listade i Catalogue of Life.